# Siffleur à menton noir
Pachycephala mentalis
Espèce
Le Siffleur à menton noir (Pachycephala mentalis) est une espèce d'oiseau appartenant à la famille des Pachycephalidae. Il est parfois considéré comme une sous-espèce du Siffleur doré.

## Répartition
Il est endémique à Halmahera et aux petites îles adjacentes des Moluques du Nord en Indonésie.